# Eteone siphodonta
Eteone siphodonta är en ringmaskart som först beskrevs av Delle Chiaje 1830.  Eteone siphodonta ingår i släktet Eteone och familjen Phyllodocidae. Inga underarter finns listade i Catalogue of Life.